# CSA Steaua Bucarest
Pour les articles homonymes, voir Steaua.
Pour le club de football, voir CSA Steaua Bucarest (football).
Le  CSA Steaua Bucuresti  (Clubul Sportiv al Armatei Steaua, c’est-à-dire Club sportif de l’Armée Étoile en roumain) est un club omnisports roumain, situé à Bucarest, qui dépend du ministère de la Défense roumain.
Le Steaua est le principal club sportif du pays. Il a dominé, et domine encore, de nombreuses disciplines en Roumanie, notamment dans les sports collectifs.

## Historique

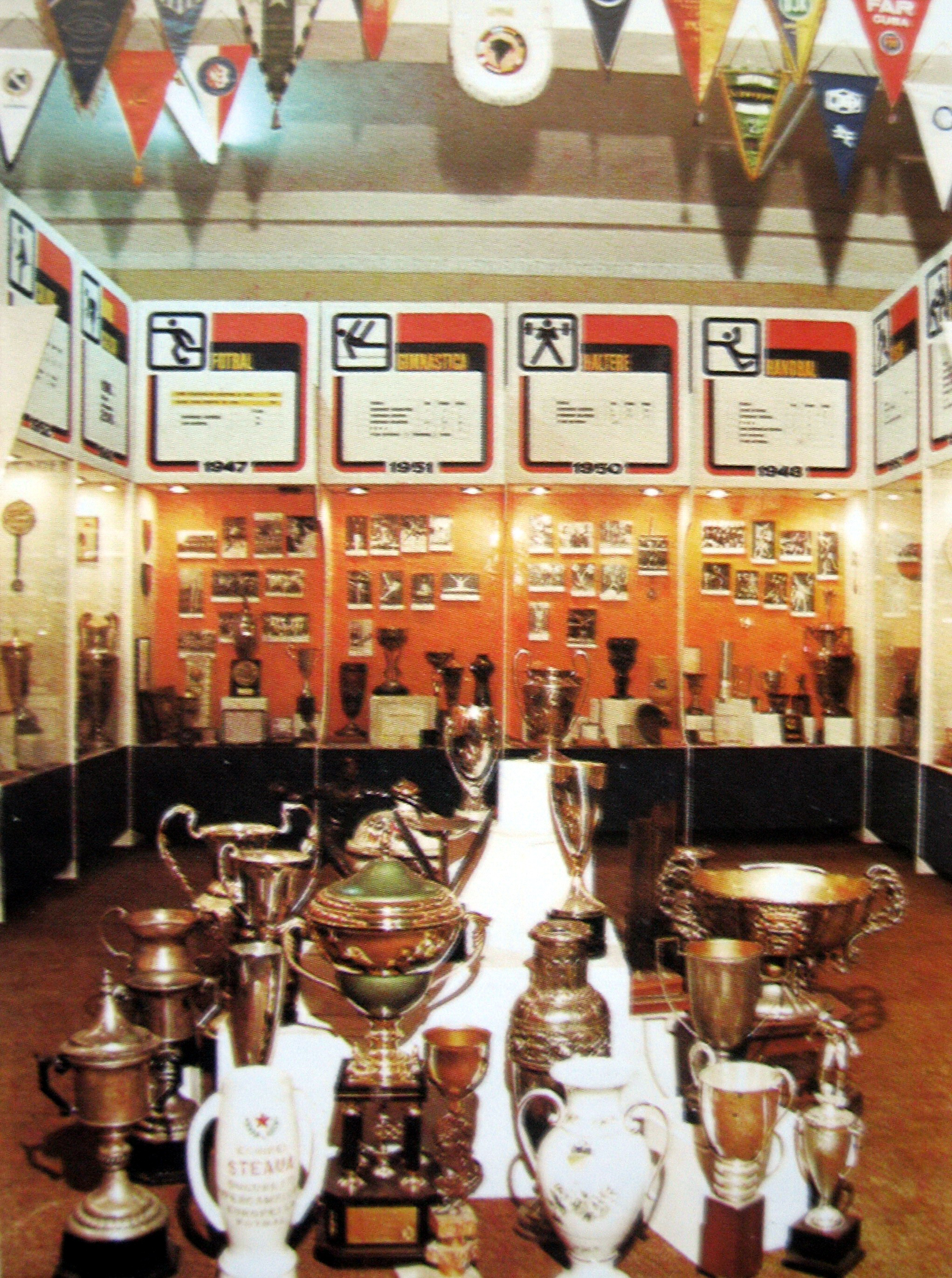
La salle des trophées du club

Le club de l’armée roumaine est fondé en juin 1947, à l’initiative de quelques hauts gradés de l’armée royale, dont le général Mihail Lascar qui signe le décret qui fonde le club, dans le but de concentrer les compétences des officiers de l’armée qui évoluaient dans différentes sociétés sportives. Il prend le nom de ASA București (Asociația Sportivă al Armatei București, c’est-à-dire en français : Association sportive de l’Armée) et sa présidence est confiée au général-major Oreste Alexandrescu. Le premier champion de Roumanie issu du club est le joueur de tennis Gheorghe Viziru
Le coup d’État du 30 décembre 1947 qui transforme le pays en démocratie populaire communiste ne fait qu’entériner une situation qui existait en fait depuis qu’en mars 1945, le gouvernement soviétique, aidé de l’Armée rouge et du parti communiste roumain, avait placé des communistes dans tous les rouages de l’État. Le 5 juin 1948, l’ASA cède la place au CSCA (Clubul Sportiv Central al Armatei, Club sportif central de l’Armée) qui adopte à cette occasion le célèbre insigne orné de l’étoile révolutionnaire (Steaua en roumain) rouge. Un nouveau nom est choisi en mars 1950 : CCA - Casa Centrală al Armatei, c’est-à-dire Maison centrale de l’Armée. Le dernier changement de nom intervient en 1961, lorsque le club adopte le nom qui va le rendre célèbre, Clubul Sportiv al Armatei Steaua (Club sportif de l’Armée Étoile).
Le club inaugure en avril 1974 des installations sportives ultramodernes pour l’époque, le Complexul Sportiv Steaua, qui comprend le stade Ghencea (30 000 places), six terrains d’entraînement, dont un réservé au rugby, des salles de sport et même un petit hôtel pour les licenciés du club.
Dans tous les sports ou presque, son grand rival est le Dinamo Bucarest, club du ministère de l’Intérieur.

## Sections sports collectifs
Le club compte 18 sections. La section football, fleuron de l’association (23 titres de champion, une Coupe des Clubs champions en 1986), a pris officiellement son indépendance en 1998 sous le nom de FC Steaua București. Hormis les liens affectifs, le seul rapport avec le CSA est le stadionul Ghencea, loué au club par le ministère de la Défense pour une période de 49 ans.
Les sections football et handball sont les plus prestigieuses, toutes deux ayant gagné au moins une coupe d'Europe des clubs champions.

### Basket-ball
La section naît en 1952 et remporte 21 titres de champion chez les hommes. Après la chute du régime communiste, le Baschet Club Steaua devient le premier club privé du pays, mais il finit par déposer le bilan. En 1961, le club se hisse en demi-finale de l'Euroligue. Entre 2003 et 2008, l’équipe première est mise en sommeil et le club ne compte plus que des équipes de jeunes (Clubul Sportiv Școlar Steaua, Club sportif scolaire Steaua). Il repart en deuxième division en septembre 2008.
- Voir Steaua CSM EximBank

### Handball
Section fondée en 1949. 28 titres de champions de Roumanie, deux Coupes des clubs champions.
- Voir Steaua MFA Bucarest

### Hockey sur glace
La section est fondée en 1951. Avec 41 titres nationaux depuis 1953, elle détient le record roumain et mondial en la matière. Depuis 2004, elle porte le nom de Hochei Club Steaua Suki București.
- Voir CSA Steaua Bucarest (hockey sur glace)

### Rugby à XV
La section apparaît dès 1947 et a remporté le titre national à 24 reprises. Son grand rival est le Dinamo. Il a disputé le Challenge européen en 1999. Un grand nombre de ses joueurs évolue désormais régulièrement en Challenge européen sous le maillot des București Oaks, anciennement Bucarest Rugby, sélection formée par la fédération roumaine pour aguerrir ses rugbymen.
- Voir RC Steaua Bucarest

### Volley-ball
Les volleyeurs du club ont remporté 16 titres nationaux et disputé deux finales de Coupe des clubs champions en 1969 et 1979 et quatre de Coupe des coupes, toutes perdues. Sur le plan national, le Steaua est soumis à la concurrence du Dinamo et du Rapid Bucarest, qui ont en outre remporté chacun trois Coupes des champions. En 2003, l’équipe a été délocalisée dans la ville de Slatina sous le nom de Steaua-Electrocarbon Slatina.

### Water polo
La section se nomme CSA Steaua Stirom București. Sacrée 12 fois championne de Roumanie, l’équipe masculine est régulièrement dominée par le Dinamo et le Rapid. L’équipe porte actuellement le nom de son sponsor, Stirom, un fabricant de verre, qui sponsorise aussi les cyclistes du club.

## Sections sports individuels
- athlétisme
- aviron
- boxe
- canoë
- cyclisme
- escrime
- gymnastique artistique
- haltérophilie
- judo
- natation
- tennis
- tir

## Sportifs emblématiques

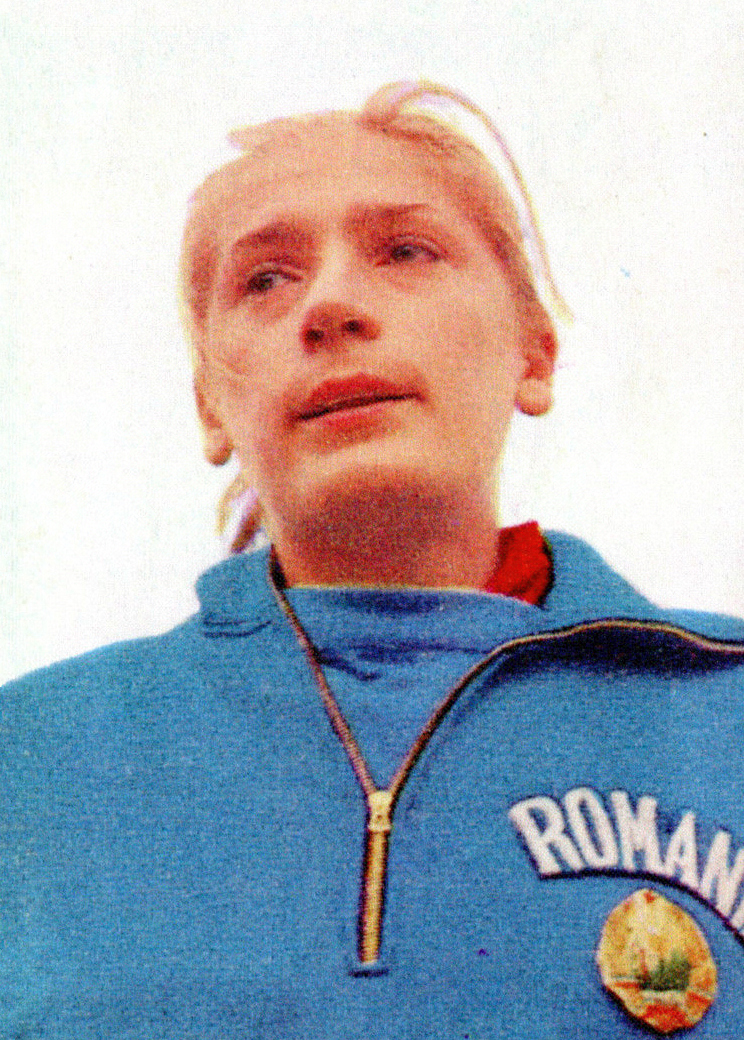
Iolanda Balaș
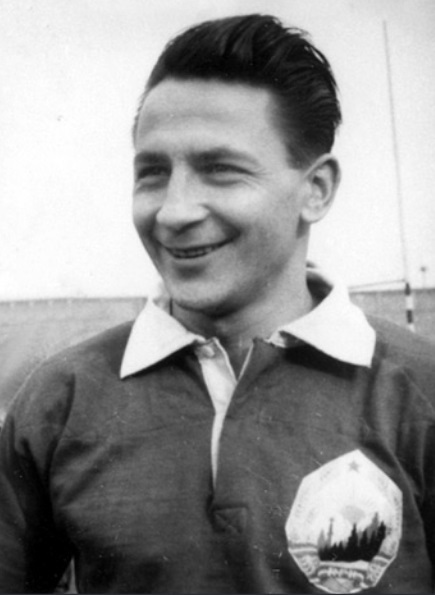
Alexandru Penciu
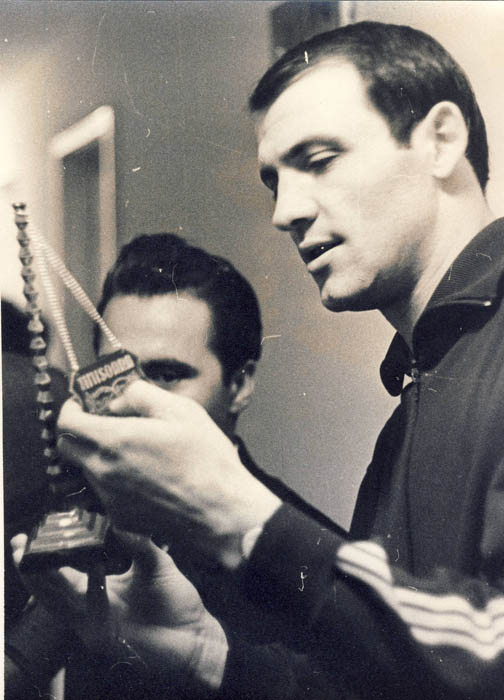
Gheorghe Gruia
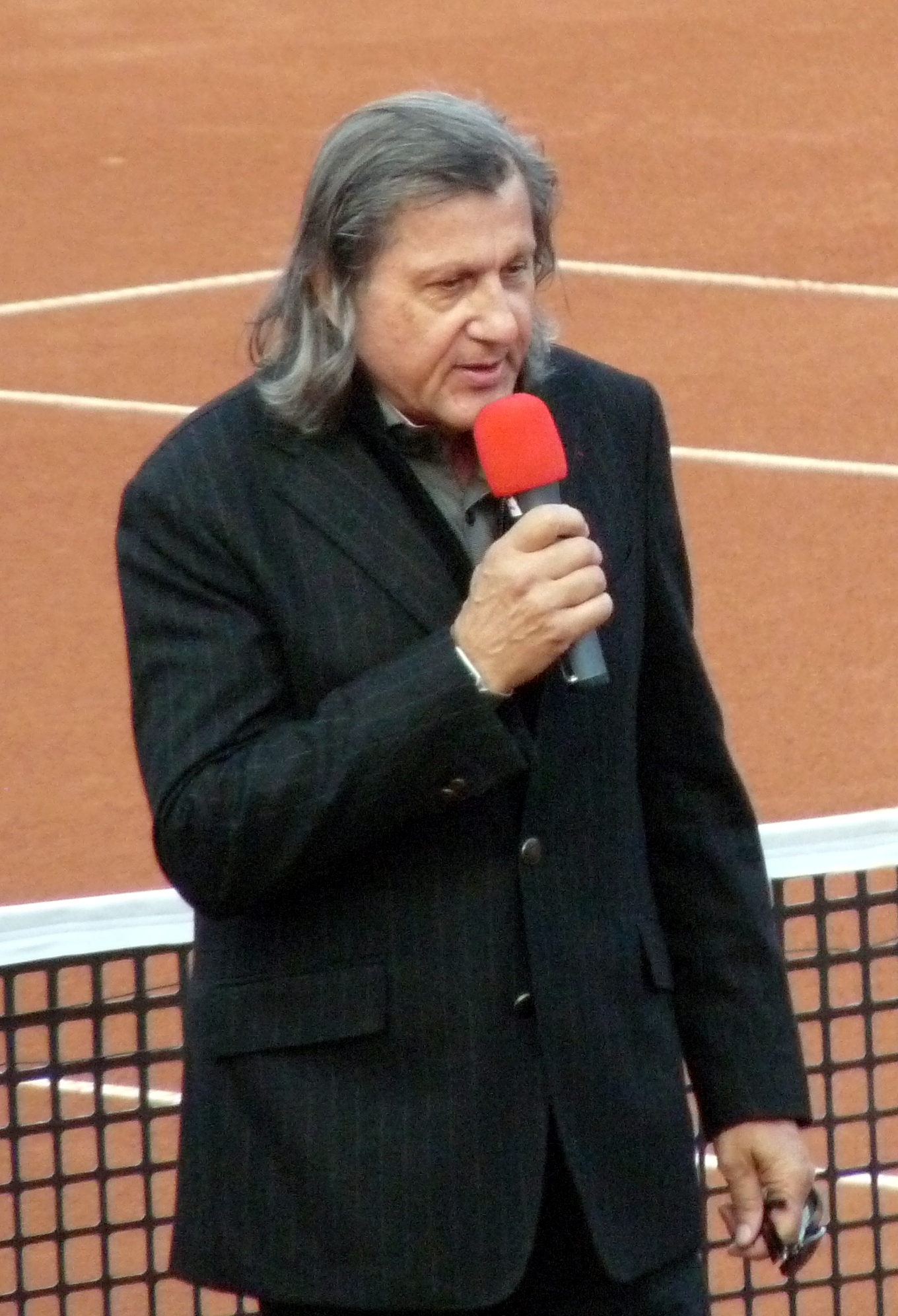
Ilie Năstase
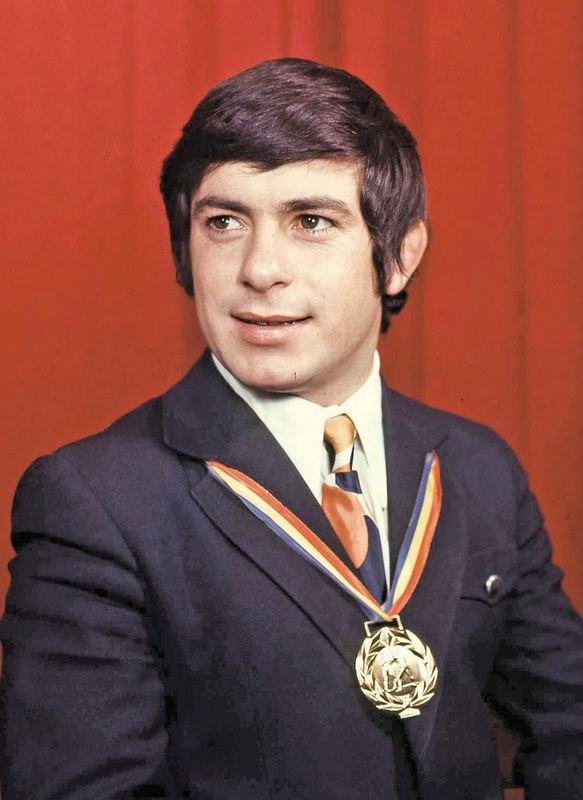
Gheorghe Berceanu
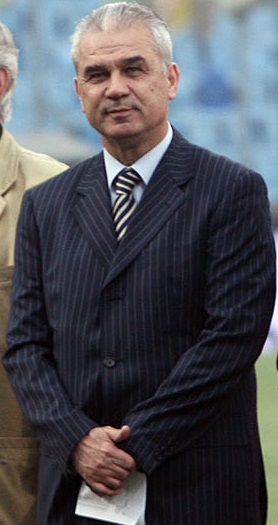
Anghel Iordănescu
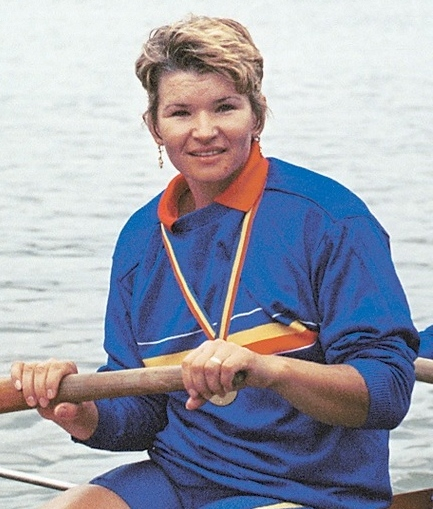
Veronica Cochela
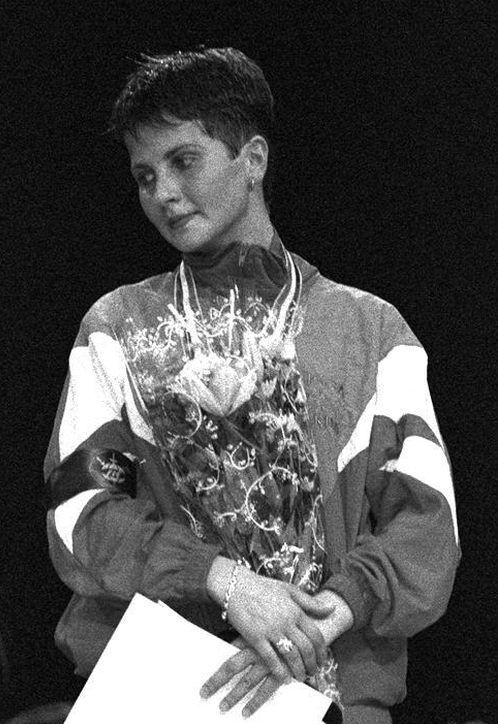
Laura Badea
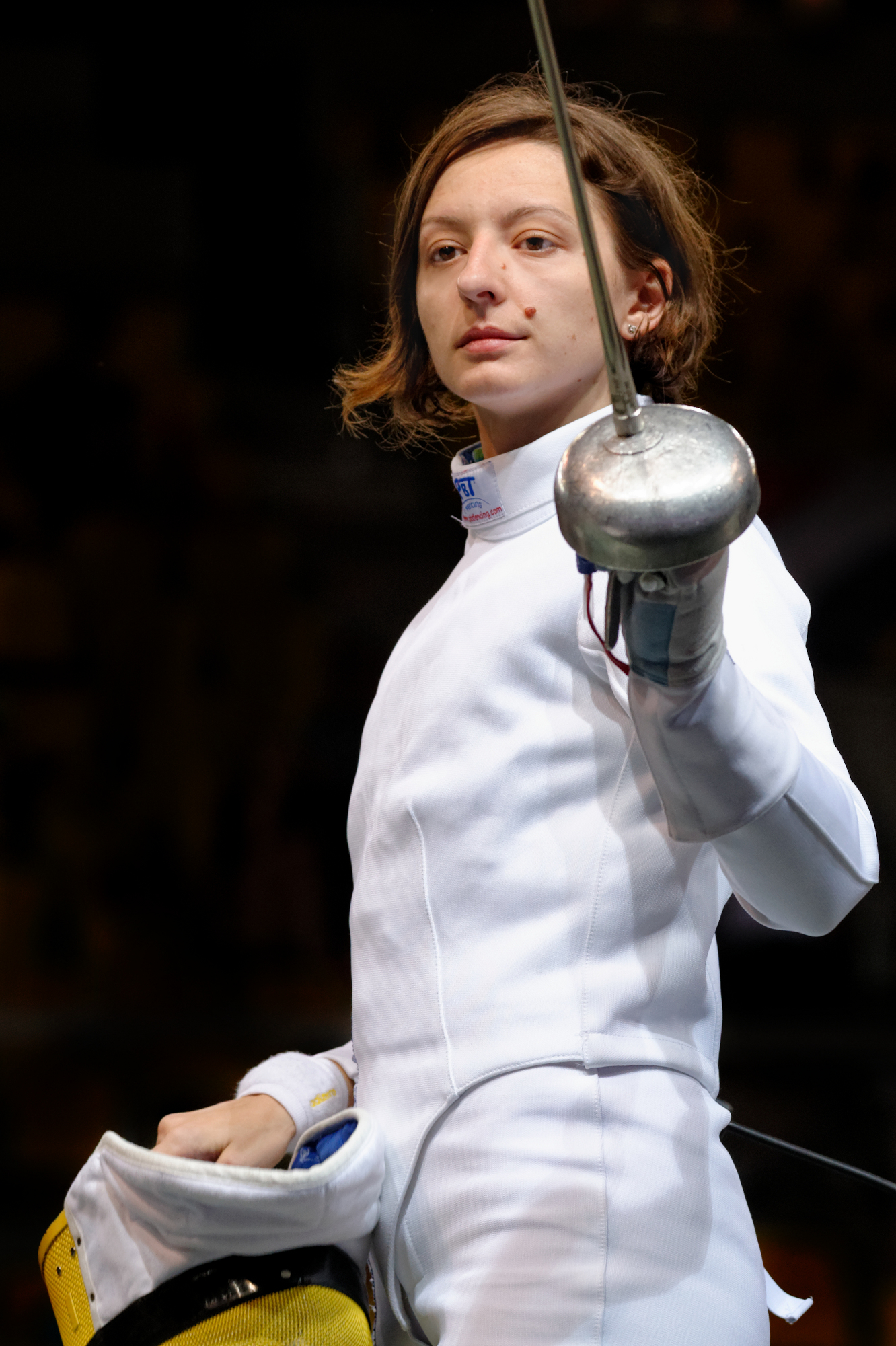
Ana Maria Popescu
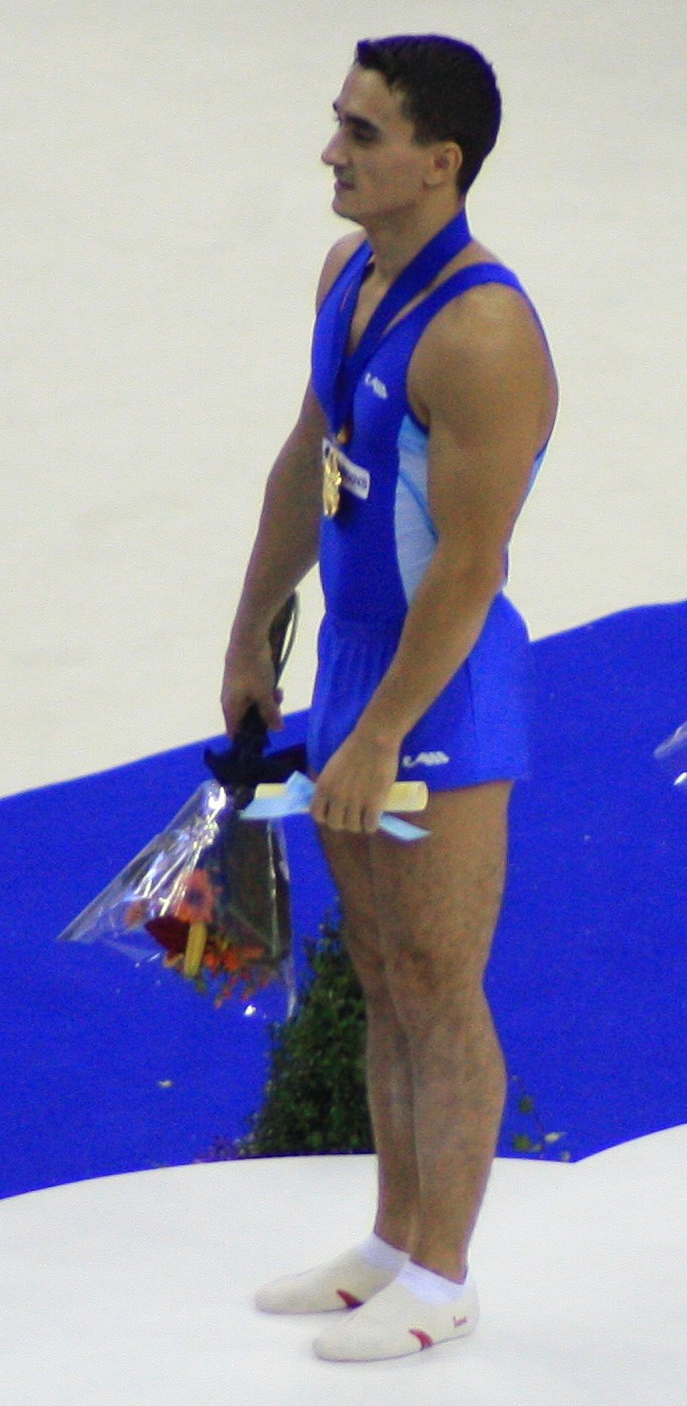
Marian Drăgulescu
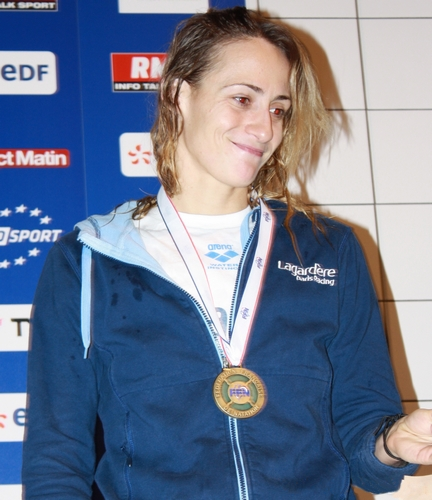
Camelia Potec